# Кристалл (мини-футбольный клуб)
МФК Кристалл — мини-футбольный клуб из Санкт-Петербурга. Основан в 2021 году. Выступает в БЕТСИТИ-Суперлиге по мини-футболу. Помимо взрослой команды профессионалов, включает в себя женскую команду по мини-футболу, молодежную команду «Аполло-Кристалл» и команды возрастов U-18 и U-16. Принадлежит Nova Group, также владеющей пляжным футбольным клубом  «Кристалл».

## История создания команды
В 2021 году на базе клуба «Аполло», при поддержке Правительства Санкт-Петербурга и региональных спортивных Федераций появился мини-футбольный клуб «Кристалл». Возглавил проект Олег Петрович Баринов — Председатель Комитета разновидностей футбола РФС, собственник холдинга Nova Group, Президент Ассоциации «ФК «Кристалл». Главным тренером назначен Климентий Владимирович Сидоров — Президент и наставник МФК «Аполло» с пятнадцатилетним стажем работы.

## Цели и задачи клуба
Обладая лучшей по общероссийским меркам базой для подготовки, в состав которой входят тренировочные и игровые площадки со всеми видами покрытия: паркет, трава, песок; фитнес-центр премиум-класса, бассейн, СПА-комплекс, ресторан — клуб «Кристалл» ставит перед собой амбициозные задачи. В перспективе 3-5 лет Санкт-Петербург должен вернуться в число лидеров российского футзала.
Костяк команды составили воспитанники санкт-петербургского футбола, в качестве усиления привлечены опытнейшие исполнители с богатым послужным списком: Александр Фукин, Ришат Котляров, Иван Поддубный, Павел Соколов.
Одна из важнейших целей клуба — выстроить эффективную систему селекции и воспитания местных игроков. На данный момент в Петербурге функционирует более 40 детско-юношеских футбольных школ, ежегодно выпускающих более 1000 игроков в возрасте 17-18 лет. Этот кадровый резерв должен послужить не только на благо клуба «Кристалл», но и всей индустрии мини-футбола страны.

## Достижения
- Победитель Первой лиги зона «Северо-Запад» 2021/2022

## Состав
| №  |               | Поз. | Имя                    | Год рождения |
| -- | ------------- | ---- | ---------------------- | ------------ |
| 16 | Флаг России   | Вр   | Иван Поддубный         |              |
| 58 | Флаг России   | Вр   | Дмитрий Ковалёв        |              |
| 13 | Флаг России   | Вр   | Илья Шумилов           |              |
| 8  | Флаг России   | Уни  | Данил Сальников        |              |
| 9  | Флаг России   | Нап  | Роман Ананьев          |              |
| 10 | Флаг России   | Уни  | Александр Миронов      |              |
| 11 | Флаг России   | Нап  | Андрей Алькин          |              |
| 12 | Флаг России   | Уни  | Тимур Соколов          |              |
| 14 | Флаг Бразилии | Уни  | Сержиу Лопес «Боливар» |              |
| 20 | Флаг России   | Нап  | Станислав Курманов     |              |

| №  |             | Поз. | Имя                    | Год рождения |
| -- | ----------- | ---- | ---------------------- | ------------ |
| 21 | Флаг России | Уни  | Егор Григорьев         |              |
| 23 | Флаг России | Нап  | Дмитрий Дробыш         |              |
| 28 | Флаг России | Уни  | Александр Коробейников |              |
| 39 | Флаг России | Уни  | Максим Окулов          |              |
| 90 | Флаг России | Уни  | Павел Соколов          |              |
| 77 | Флаг России | Нап  | Владислав Мерлушкин    |              |
| 88 | Флаг России | Уни  | Дмитрий Соловьев       |              |
| 89 | Флаг России | Уни  | Егор Яковлев           |              |
| 90 | Флаг России | Защ  | Павел Соколов          |              |
| 99 | Флаг России | Уни  | Антон Соколов          |              |

## Выступление в чемпионатах России
| Сезон   | Лига              | Занятое место                 |
| ------- | ----------------- | ----------------------------- |
| 2021/22 | Первая Лига (III) | 1                             |
| 2022/23 | Суперлига (I)     | 9                             |
| 2023/24 | Суперлига (I)     | 11                            |
| 2024/25 | Суперлига (I)     | 8 (8 в регулярном чемпионате) |